# Wartesteine

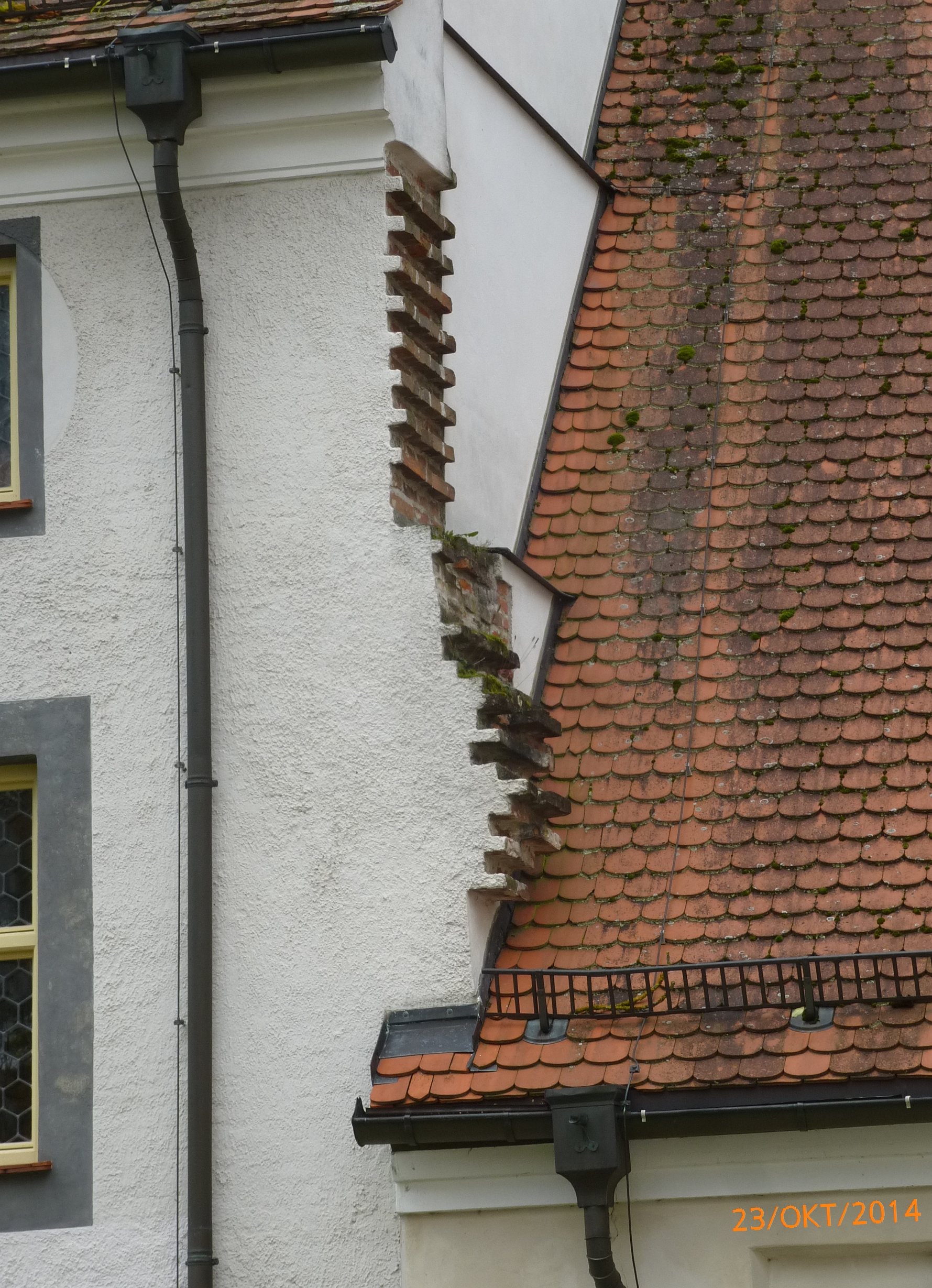
Wartesteine einer nicht vollendeten barocken Aufstockung (Wirtschaftshof von Kloster Thierhaupten)

Wartesteine (auch Verzahnungssteine, Zahnsteine, selten Wartezahnung, früher und in Österreich auch Schmatzen) sind in der Architektur offen bleibende, stehende Verzahnungen eines Mauerwerksverbands, sie ‚warten‘ auf Anschlussmauerwerk. Wenn bei Gebäuden der bauliche Anschluss später entfällt, können verbliebene Wartesteine für die historische Bauforschung als Befund und Anzeiger unvollendeter Planungen dienen.
Auch mehrschaliges Außenmauerwerk ist im historischen Baubetrieb teilweise mit einer Wartezahnung errichtet worden. Wenn dabei die vorgeblendete Außenschale als Schmuckfassade gedacht war, aber nicht ausgeführt wurde, verblieben die Wartesteine sichtbar. In Italien gibt es mehrere prominente Kirchenfassaden aus Ziegelmauerwerk, die so unversehens zu Zeugnissen von historischen Bauunterbrechungen aus Sparsamkeitsgründen wurden.

Zu unterscheiden sind die Wartesteine von den ähnlich aussehenden Verzahnungen als Überreste abgebrochener Bauteile, insbesondere bei Ruinen.

Beispiele
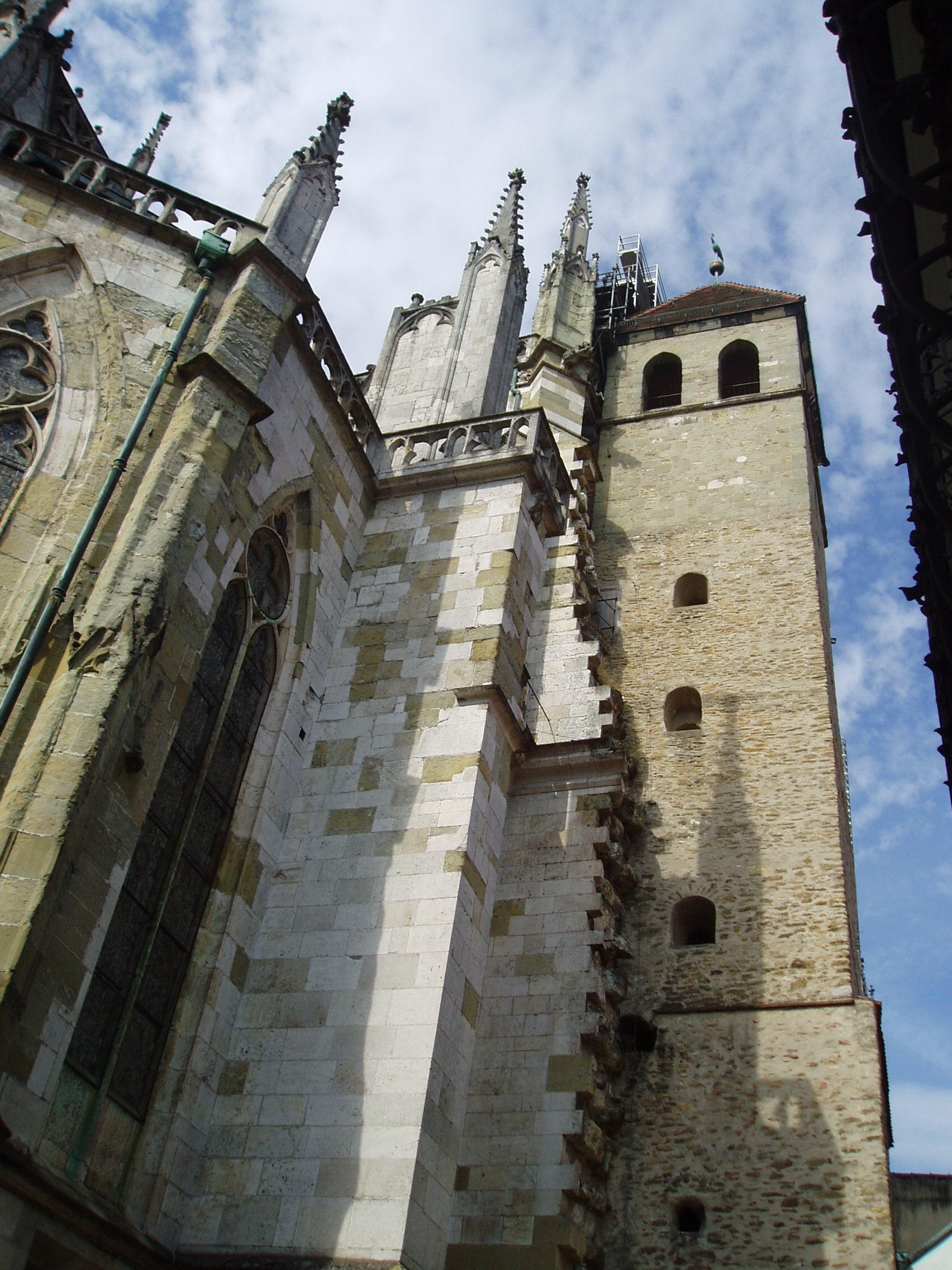
Regensburger Dom: Wartesteine der nicht vollendeten gotischen Ummantelung des Eselsturms
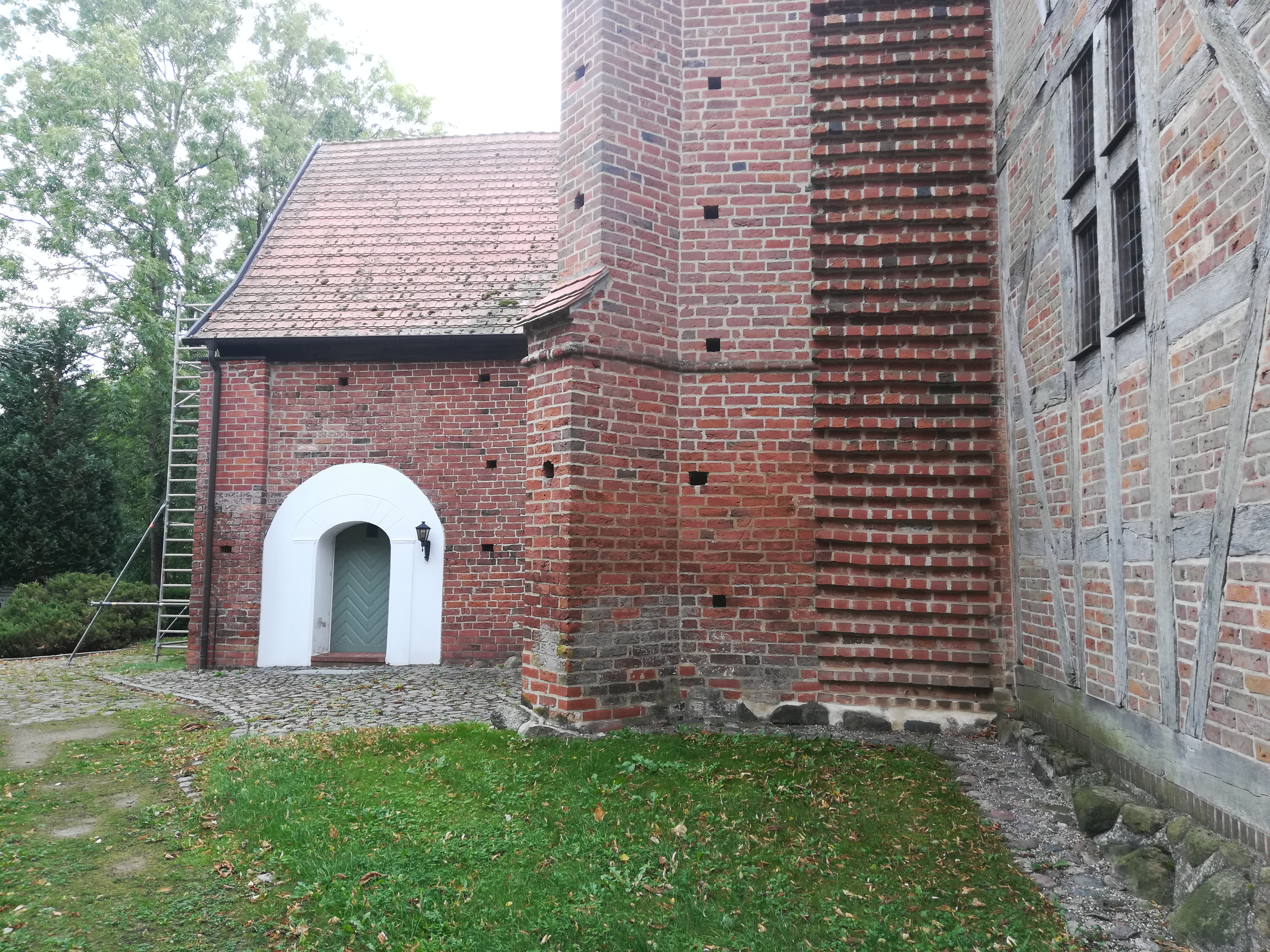
Dorfkirche Bibow: Wartesteine für einen im Spätmittelalter nicht ausgeführten Westturm
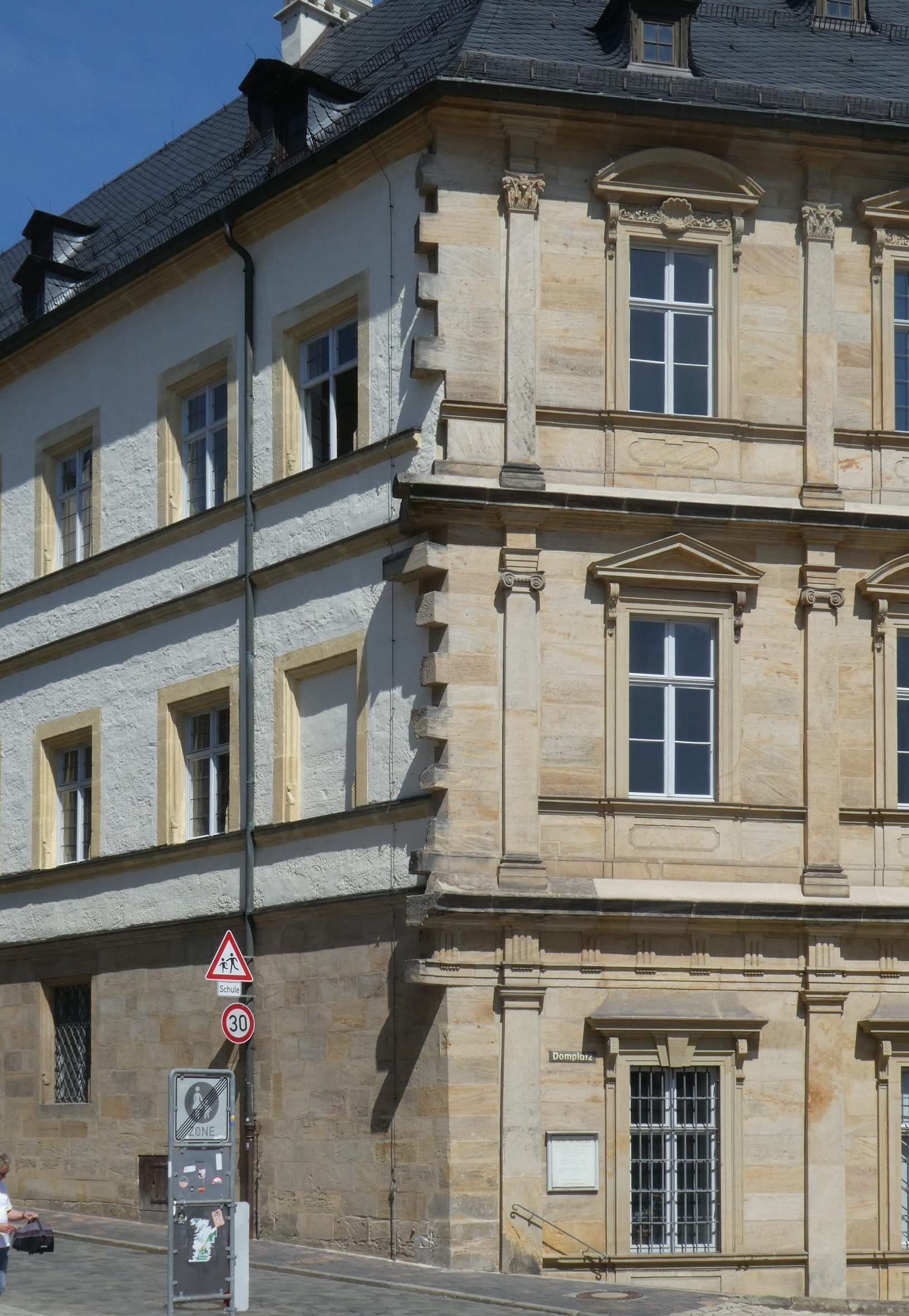
Wartesteine an der barock unvollendeten Neuen Residenz in Bamberg
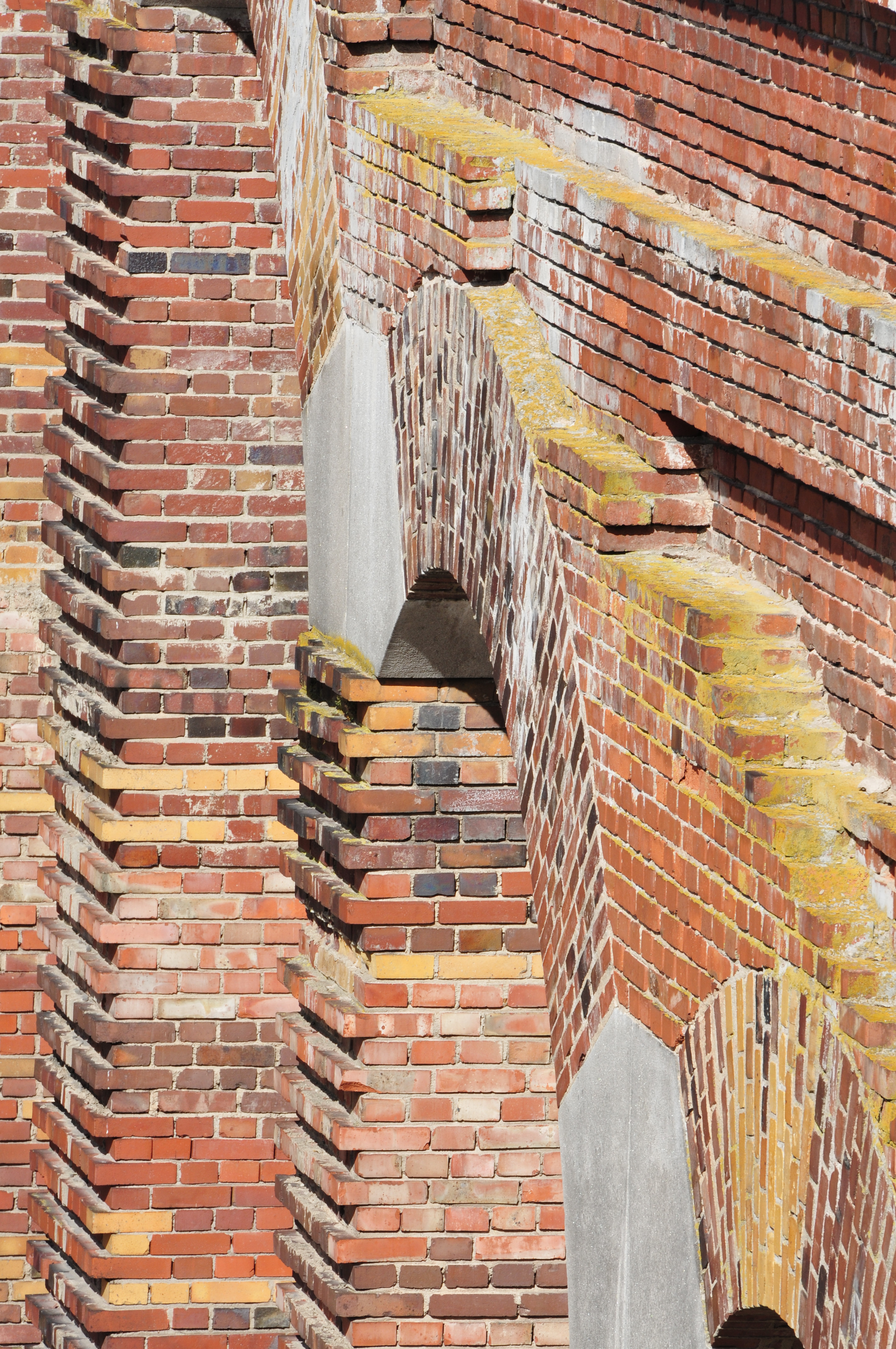
Kongresshalle Nürnberg, unvollendeter Innenhof mit Wartesteinen
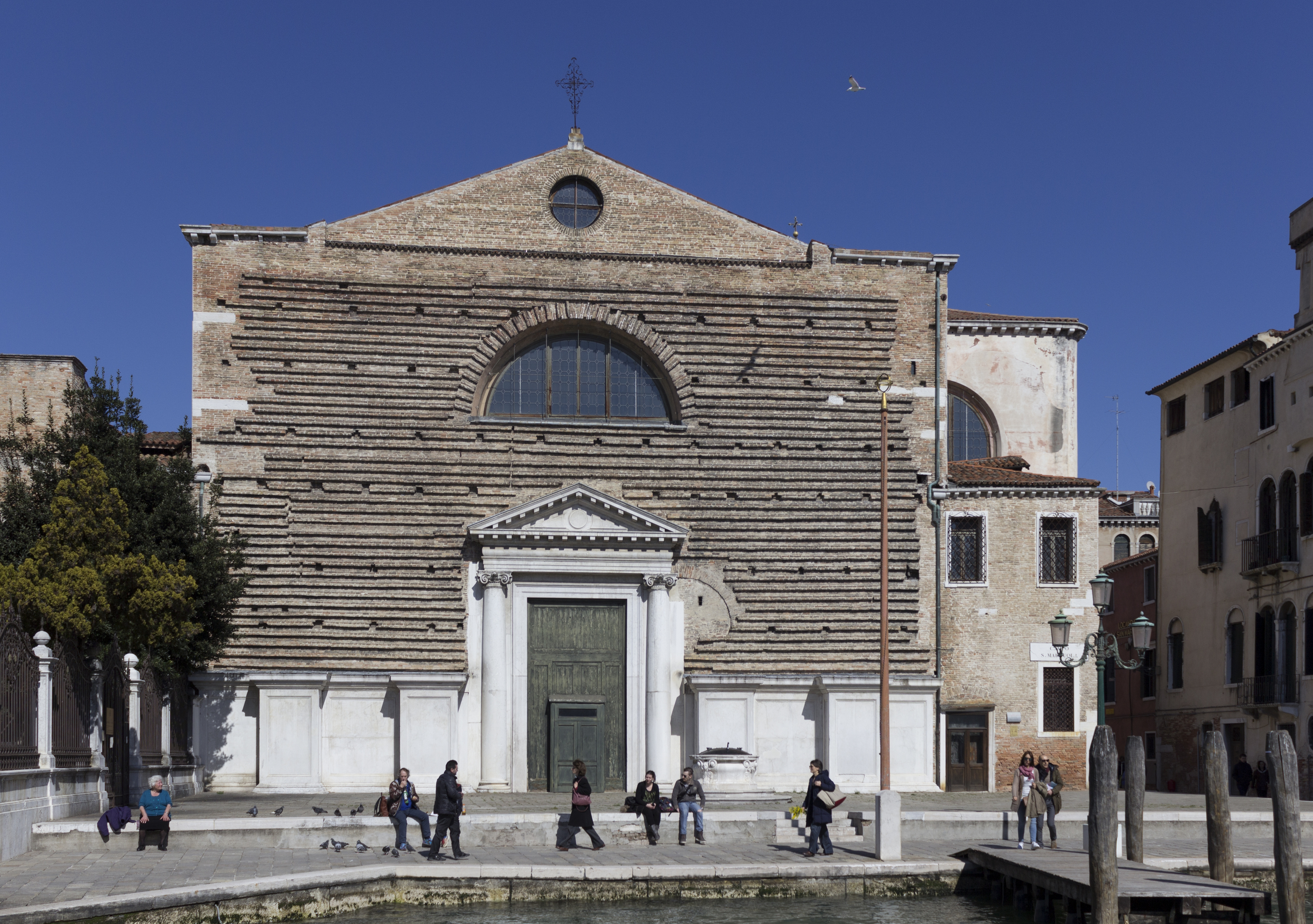
Kirche San Marcuola, Venedig: Im 18. Jahrhundert nicht fertiggestellte Schmuckfassade der Süd- und Hauptseite zum Canal Grande
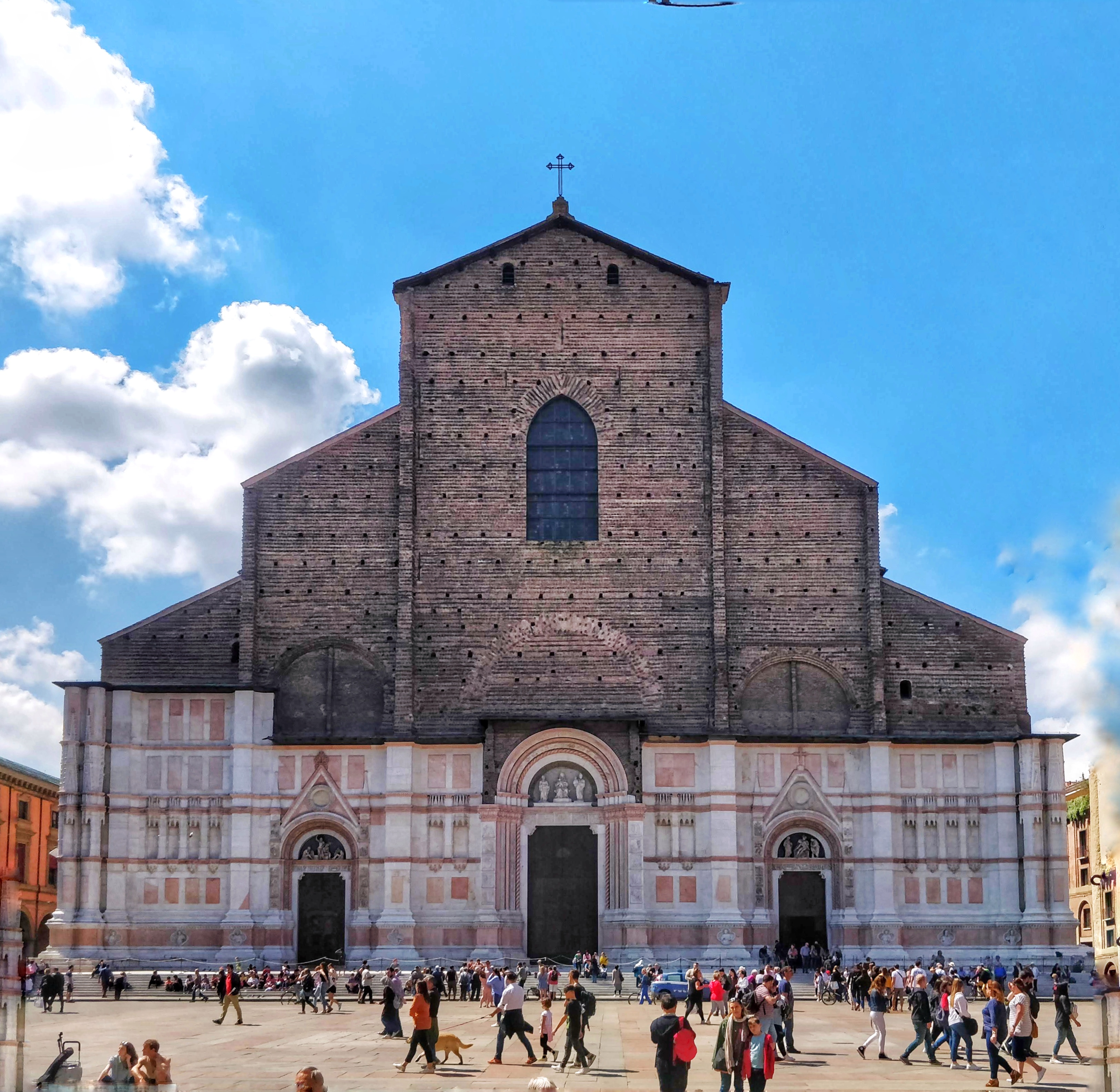
San Petronio, Bologna: Im Obergeschoss Wartesteine der unvollendeten Frührenaissance-Fassade
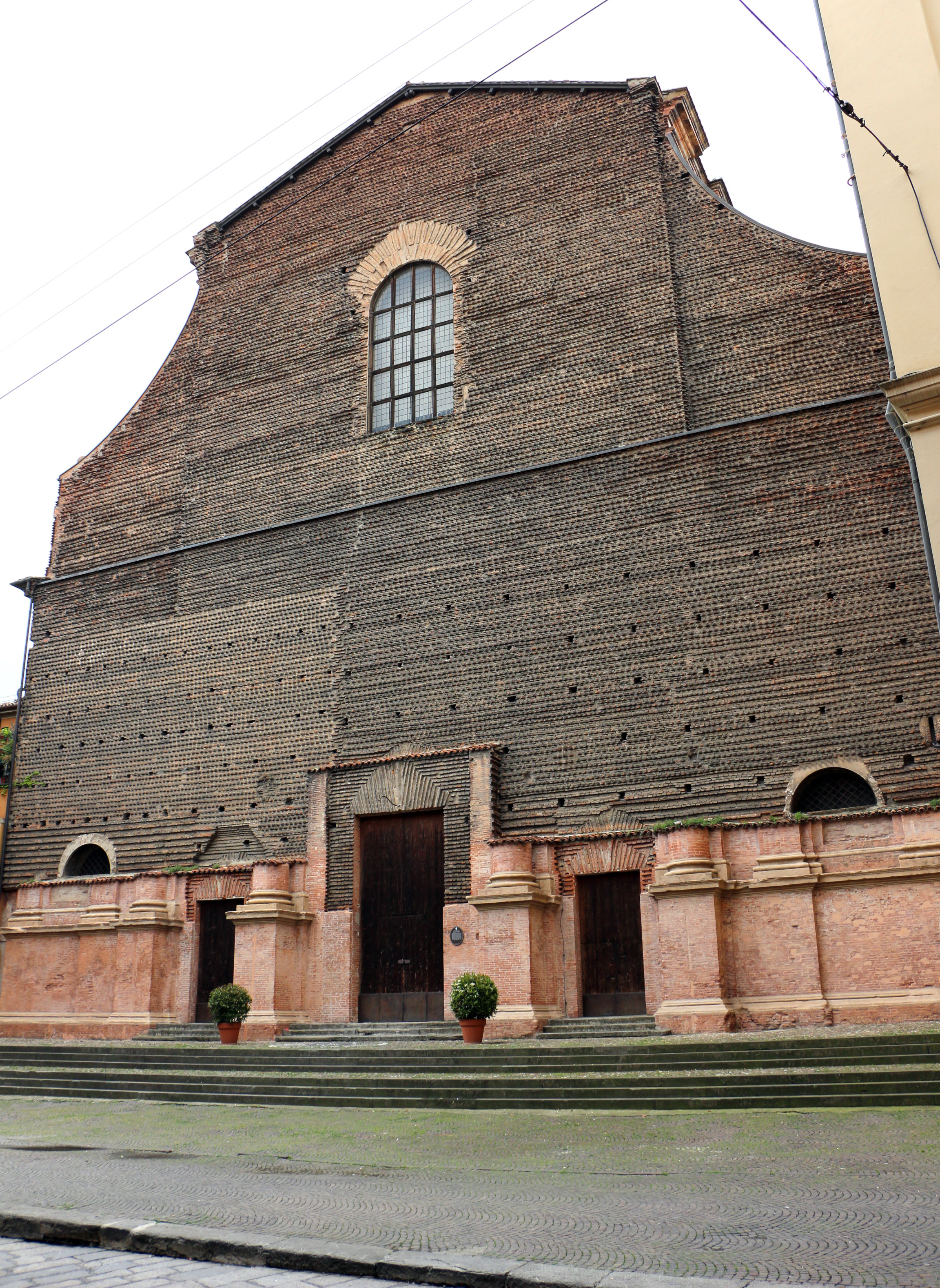
Santa Lucia, Bologna: Im Obergeschoss Wartesteine der unvollendeten Barock-Fassade
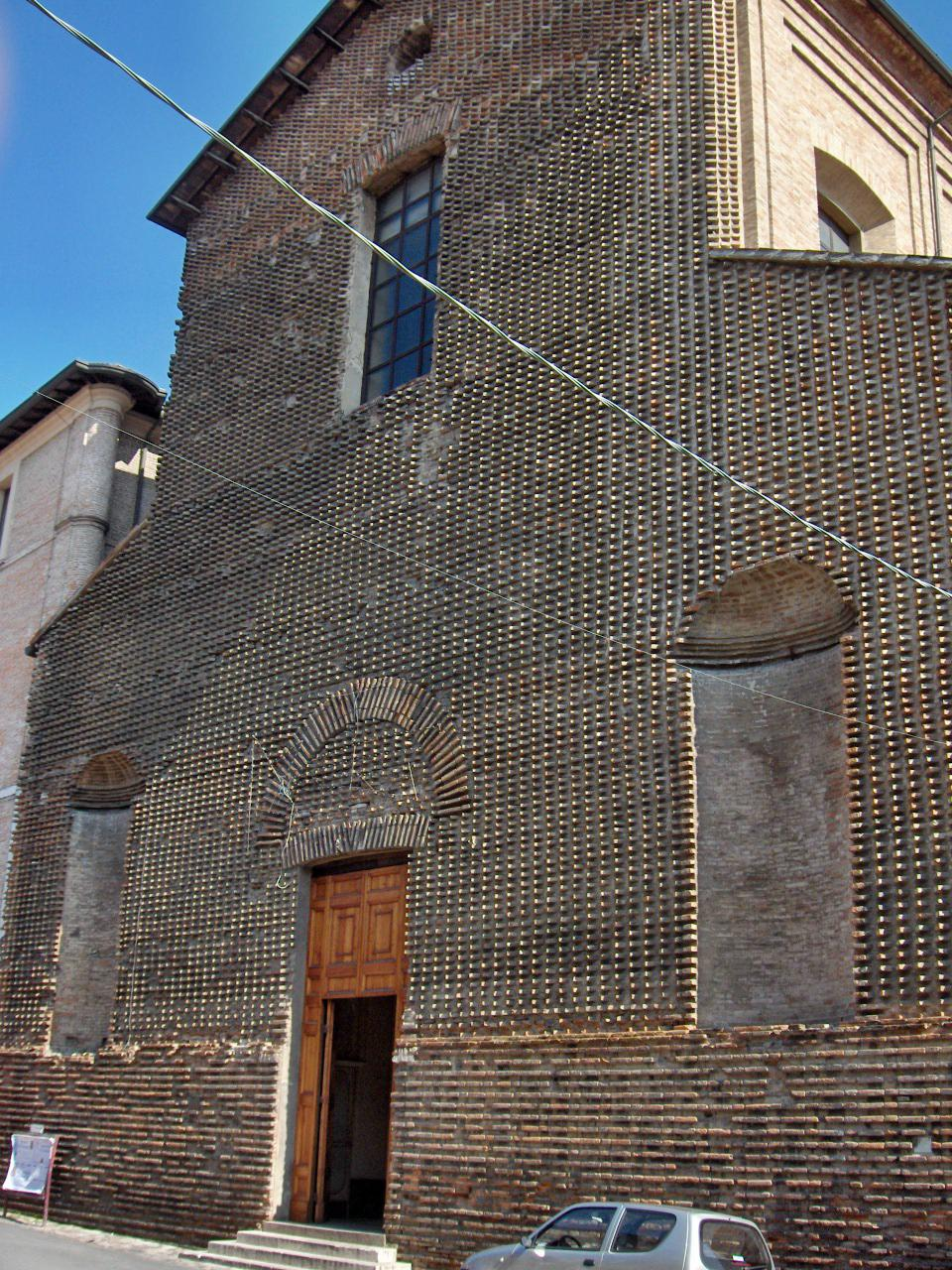
San Francesco, Rimini: Unvollendete Westfassade mit Wartesteinen